# Henrikssons järnindustri
Henrikssons järnindustri i kvarteret Kopparslagaren är två tidigare industribyggnader i Hjo.
De två fabriksbyggnaderna i karaktäristisk tegelarkitektur, med gavlar mot Wagnergatan, uppfördes 1901 respektive 1924. Verksamheten har omfattat metallindustri, och bland annat har under en period tillverkats pakethållare till cyklar. Byggnaderna har välvda överdelar med tidstypiska småspröjsade fönster med bågformad överdel. 
På fastigheten finns också ett äldre uthus samt ett par sentida bostadshus. Verkstadsbyggnaderna är numera ombyggda till lägenheter.